# Uscana mukerjii
Uscana mukerjii är en stekelart som först beskrevs av Mani 1935.  Uscana mukerjii ingår i släktet Uscana och familjen hårstrimsteklar. Inga underarter finns listade i Catalogue of Life.